# Jeju SK FC
El Jeju United FC és un club de futbol sud-coreà de la ciutat de Jeju.

## Història
Fundat el 1982 fou membre fundador de la K-League el 1983. L'evolució de la franquícia ha estat la següent:
| Nom del club              | Ciutat / Àrea                            | Període      |
| ------------------------- | ---------------------------------------- | ------------ |
| Yukong Elephants          | Seül+Incheon+Gyeonggi                    | 1983~1986    |
| Yukong Elephants          | Incheon+Gyeonggi                         | 1987~1990    |
| Yukong Elephants          | Seül - Estadi Dongdaemun                 | 1991~1995    |
| Bucheon Yukong Bucheon SK | Bucheon / Seül - Estadi Mokdong[1]       | 1996~2000    |
| Bucheon SK                | Bucheon - Estadi Bucheon                 | 2001~2005    |
| Jeju United FC            | Jeju - Estadi de la Copa del Món de Jeju | 2006~present |

[1] Bucheon SK disputà els partits a l'estadi Mokdong de Seül fins al 2000, perquè l'estadi Bucheon estava en construcció.

## Palmarès
- Lliga sud-coreana de futbol 1
  - 1989
- Copa de la Lliga sud-coreana de futbol 3
  - 1994, 1996, 2000

## Futbolistes destacats
- József Somogyi
- Vitaliy Parakhnevych

## Entrenadors
| Nom                | Inici | Fi      |
| ------------------ | ----- | ------- |
| Lee Jong-Hwan      | 1983  | 1985    |
| Kim Jung-Nam       | 1985  | 1992    |
| Park Seong-Hwa     | 1993  | 1994    |
| Valeri Nepomniachi | 1995  | 1998    |
| Cho Yoon-Hwan      | 1999  | 2001    |
| Choi Yun-Gyeom     | 2001  | 2002    |
| Tınaz Tırpan       | 2002  | 2003    |
| Ha Jae-Hoon        | 2003  | 2003    |
| Jung Hae-Seong     | 2004  | 2007    |
| Arthur Bernardes   | 2008  | 2009    |
| Jung Hae-Seong     | 2009  | 2009    |
| Park Kyung-Hoon    | 2010  | present |